# Torvsjö
Torvsjö (sydsamiska: Derhvedslaedtie) är en by av riksintresse i Åsele distrikt (Åsele socken) i Åsele kommun i Västerbottens län (Lappland), omkring 20 kilometer norr om Åsele på östra sidan av sjön Torvsjön.
Torvsjö anlades 1752 av nybyggaren Per Jakobsson från Almsele, Per bosatte sig först nära Skovelsjöbäckens mynning ut till Torvsjön. Den platsen heter idag Gammelgård och har givit namn till berget som ligger i anslutning till bäcken, Gammelgårdsberget
Byn är känd för Torvsjö kvarnar, som är en välbevarad anläggning med en serie av vattenkvarnar och andra vattendrivna verktyg (till exempel slipstenar), som utnyttjar energin i den strida Kvarnbäcken. I byn finns också Torvsjö skogsmuseum.